# Karl Schulze (bokser)
Karl Schulze (ur. 14 maja 1907 w Wandsbeku (obecnie Hamburg), zm. 1935) – niemiecki bokser, medalista mistrzostw Europy.
Uczestnicząc w Mistrzostwach Europy w Sztokholmie 1925 roku, wywalczył brązowy medal w kategorii muszej.
Startując w mistrzostwach Niemiec, zdobył tytuł mistrzowski w 1925 i 1926 w wadze muszej, oraz został wicemistrzem kraju w 1927 w kategorii koguciej.
W latach 1928–1932 walczył na ringu zawodowym, stoczył 33 walki, z czego 14 wygrał, 4 zremisował i 15 przegrał.
Kąpiąc się w rzece Łabie, utonął latem 1935 roku.